# Alberto Chividini
Alberto Chividini (23 de fevereiro de 1907 - 31 de outubro de 1961) foi um futebolista argentino que foi vice-campeão, pela seleção de seu país, da Copa do Mundo de 1930, realizada no Uruguai.